# Мей Файнгольд
Мей Файнгольд (івр. מיי פיינגולד; нар. 16 грудня 1982 року, Рішон-ле-Ціон, Ізраїль) — ізраїльська співачка. Представляла Ізраїль на пісенному конкурсі Євробачення 2014 у Копенгагені, Данія, з піснею «Same Heart», однак до фіналу не вийшла.